# Унтерлајнлајтер
Унтерлајнлајтер (њем. Unterleinleiter) општина је у њемачкој савезној држави Баварска. Једно је од 29 општинских средишта округа Форххајм. Према процјени из 2010. у општини је живјело 1.252 становника. Посједује регионалну шифру (AGS) 9474168.

## Географски и демографски подаци
Унтерлајнлајтер се налази у савезној држави Баварска у округу Форххајм. Општина се налази на надморској висини од 319 метара. Површина општине износи 12,5 km². У самом мјесту је, према процјени из 2010. године, живјело 1.252 становника. Просјечна густина становништва износи 100 становника/km².